# Big Mamma 2
Pour les articles homonymes, voir Big Mamma (homonymie).
Série
Big Mamma
(2001) Big Mamma : De père en fils
(2011)
Pour plus de détails, voir Fiche technique et Distribution.
Big Mamma 2 ou Chez Big Momma 2 au Québec (Big Momma's House 2) est un film américain réalisé par John Whitesell, tourné en 2005 et sorti en 2006.

## Synopsis
L'agent Malcolm Turner, sur le point de devenir papa, occupe maintenant un poste dans les relations publiques afin de favoriser sa vie de famille. Après le décès de son tout premier partenaire, il décide de retourner sur le terrain et de redevenir Big Mamma. Il réussit à se faire embaucher comme gouvernante dans la famille Fuller. Tom Fuller est suspecté d'avoir mis au point un virus informatique permettant de prendre le contrôle de n'importe quelle installation sensible.

## Fiche technique
Sauf indication contraire, les informations mentionnées dans cette section peuvent être confirmées par les bases de données cinématographiques IMDb et Allociné,  présentes dans la section « Liens externes ».
- Titre original : Big Momma's House 2
- Titres français : Big Mamma 2
- Titres québécois : Chez Big Momma 2[2]
- Réalisation : John Whitesell
- Scénario : Don Rhymer, d'après les personnages créés par Darryl Quarles
- Musique : George S. Clinton
- Direction artistique : Charlie Daboub
- Décors : Craig Stearns
- Costumes : Debrae Little
- Photographie : Mark Irwin
- Son : Chris Carpenter, Andy Koyama, Erin Michael Rettig, Mark Ulano
- Montage : Priscilla Nedd-Friendly
- Production : David T. Friendly et Michael Green
  - Production déléguée : Jeff Kwatinetz, Martin Lawrence et Arnon Milchan
  - Producteur associé : Darice Rollins
  - Coproduction : David Higgins et Jeremiah Samuels
- Sociétés de production : Twentieth Century Fox, Deep River Productions, Firm Films, Runteldat Entertainment, New Regency Productions, Epsilon Motion Pictures, Friendly Productions, Big Lou House Productions et Major Studio Partners, présenté par New Regency Productions
- Sociétés de distribution : Twentieth Century Fox (États-Unis) ; Twentieth Century Fox France (France)
- Budget : 40 millions de $[3]
- Pays de production :  États-Unis
- Langue originale : anglais
- Format : couleur (DeLuxe) — 35 mm — 1,85:1 (Panavision) — son : DTS / Dolby Digital
- Genre : comédie, policier
- Durée : 99 minutes
- Dates de sortie[4] :
  - États-Unis, Québec : 27 janvier 2006[2]
  - Belgique : 22 février 2006[5]
  - France : 22 mars 2006
  - Suisse romande : 3 mai 2006[6]
- Classification : 
  - États-Unis : accord parental recommandé, film déconseillé aux moins de 13 ans (PG-13 - Parents Strongly Cautioned)[N 1]
  - France : tous publics (conseillé à partir de 10 ans)[1],[7]
  - Belgique : tous publics (Alle Leeftijden)[5]
  - Suisse romande : interdit aux moins de 7 ans[8]
  - Canada : tous publics (G - General)

## Distribution
- Martin Lawrence (VF : Lucien Jean-Baptiste) : Malcolm Turner / Big Mamma
- Emily Procter (VF : Rafaèle Moutier) : Leah Fuller
- Chloë Grace Moretz (VF : Lutèce Ragueneau) : Carrie Fuller
- Marisol Nichols (VF : Catherine Le Hénan) : Liliana Morales
- Nia Long (VF : Géraldine Asselin) : Sherrie Pierce
- Kat Dennings (VF : Dorothée Pousséo) : Molly Fuller
- Dan Lauria (VF : Jacques Frantz) : Crawford
- Sarah Brown (VF : Ivana Coppola) : Constance Stone
- Zachary Levi (VF : Patrick Mancini) : Kevin Keneally
- Mark Moses (VF : Bruno Dubernat) : Tom Fuller
- Christopher Michael Jones (VF : Cédric Dumond) : Anthony Bishop
- Kevin Durand (VF : Damien Boisseau) : Oshima
- Cameron Daddo (VF : Guillaume Orsat) : Casal
- Lisa Arrindell Anderson (VF : Annie Milon) : Danielle
- Wendy Braun (VF : Léa Gabrièle) : Bonnie
- Ann Mahoney(VF : Brigitte Aubry) : Lisa
- Jascha Washington  (VF : Yann Peyroux) : Trent Pierce
- Michelle Parylak : Joanne

Source et légende : Version française (VF) sur Doublagissimo

## Distinctions

### Récompense 2006
- BMI Film and TV Awards : prix BMI de la meilleure musique de film pour George S. Clinton

### Nomination 2006
- The Stinkers Bad Movie Awards : pire suite

### Nominations 2007
- Kids' Choice Awards : film préféré
- Razzie Awards : pire préquelle ou suite
- Young Artist Awards :
  - Meilleur second rôle masculin dans un film (Jeune acteur) pour Josh Flitter
  - Meilleure jeune actrice âgée au maximum de 10 ans ou moins dans un film pour Chloë Grace Moretz

## Éditions en vidéo
- En France, le film Big Mamma 2 est sorti en DVD le 27 septembre 2006[12]. Avec l'arrivée du Blu-ray, deux éditions sont sorties. Le premier Blu-ray est sorti le 16 mars 2011[13] et le second le 4 janvier 2012[14]. Le film est également sorti en VOD le 15 septembre 2019[1].
- Au Québec, le film est sorti en DVD le 9 mai 2006[2].